# Клюев, Александр Анатольевич
Алекса́ндр Анато́льевич Клю́ев (род. 17 сентября 1954, Ужур, Ужурский район, Красноярский край) ― Заслуженный художник Российской Федерации (2003), педагог, доцент (1993), профессор (2002), член-корреспондент Российской академии художеств (1997). Действительный член (академик) Российской академии художеств (2012).

## Биография
Родился 17 сентября 1954 в городе Ужуре Ужурского района Красноярского края. Александр Клюев поступил в 1969 году в Художественное училище (Луганск), которое окончил в 1973 году. В 1979 году окончил Московский государственный художественный институт.
1982 год — А. А. Клюев, преподаватель специальных дисциплин на общехудожественной кафедре в Красноярском государственном институте искусств. В 1987 году Александр Анатольевич — старший преподаватель кафедры «Живопись» Красноярского государственного художественного института, 2002 год — руководитель творческой мастерской станковой живописи. Имеет учёные звания: доцент, профессор.
С 1981 года Александр Клюев является участником международных, всесоюзных, всероссийских, региональных и зональных выставок. Клюев Александр Анатольевич — участник 24-х региональных выставок, 9-ти Всесоюзных выставок, тридцати девяти Всероссийских выставок: Москва, Санкт-Петербург, Красноярск, Вологда, Томск, Брянск, Липецк, Орёл, Вятка, Иркутск, Международных выставок в Смоляне (Болгария), Бонне (Германия), Дели (Индия), Москве, Красноярске; КНР — Санья, Бэйхай, Пекин, Харбин.
В 2005 и 2008 годах — художественный руководитель Всероссийского пленэра им. Л. В. Туржанского на Урале, в 2010 году Александр Анатольевич руководил Всероссийским пленэром в Хакасии для студентов ведущих художественных вузов России, в 2012 году был руководителем Всероссийского пленера «По Святым местам Сибири». Александр Клюев руководил Всероссийским пленэром: в Хакасии в рамках «Передвижной академии искусств» под эгидой Фонда социально-культурных инициатив, в 2013 году в Хакасии и в Нарыме, посвящённому 165-летию В. И. Сурикова.
Награждён медалью «В память 850-летия Москвы», серебряной медалью Российской академии художеств, медалью «За веру и добро» и серебряной медалью «Духовность. Традиции. Мастерство». Клюев Александр Анатольевич — член Союза художников СССР (1984), в 1987—2009 годах — член Центральной ревизионной комиссии СХР, с 1987 года и по настоящее время — Член творческой комиссии по живописи СХР.
Произведения Александра Клюева находятся в художественных музеях России, а также в частных российских и зарубежных коллекциях.

## Награды
- Серебряная медаль Российской академии художеств (1996).
- Медаль «В память 850-летия Москвы» (1998).
- Золотой знак «Наше наследие» (2001).
- Медаль «За веру и добро» губернатора Кемеровской области А. Тулеева (2013).
- Серебряная медаль «Духовность. Традиции. Мастерство» ВТОО Союза художников России (2014).

## Выставки
Персональные выставки
- Красноярск (1993, 1999, 2000, 2006, 2012, 2014).
- Ачинск (1995, 2005).
- Дивногорск (2001).
- Москва (2004).
- Абакан (2006).
- Минусинск (2006).
- Лесосибирск (2009).
- Кемерово (2013).
- Новосибирск (2014).

Зарубежные выставки
- Бонн (Германия).
- Дели (Индия).
- Лондон (Великобритания).
- Смолян, София (Болгария).
- Санья, Бэйхай, Жичжао, Маньчжурия, Пекин, Далянь, Нинбо, Ичунь, Харбин (КНР).

## Публикации
- Клюев А. «Заботы молодого искусства», «Художник», № 5, 1987.
- Фестиваль изобразительного искусства «На берегах Енисея. Традиция и современность». Вступительная статья к каталогу выставки. Красноярск, 1994.
- «Отзыв о Всероссийском пленере им. Л. В. Туржанского» Буклет. Челябинск, 2005.
- «Композиция в творческой мастерской станковой живописи», «Художественное образование: проблемы, развитие, перспективы». Сборник научно-методических статей. Челябинск, 2006.
- «Композиция в живописи», «Художественно-эстетическое образование в современных условиях: опыт, проблемы, перспективы». Материалы научно-методической конференции. Енисейск, 2008.
- «О пленере», «Второй Всероссийский пленер им. Л. В. Туржанского». Буклет. Челябинск, 2008.
- «Пленер в Хакасии». Каталог Всероссийской художественной выставки-пленера молодых дарований. Красноярск, 2010.
- «О живом восприятии». Материалы Всероссийской научно-практической конференции «Композиционное мышление как основа профессионального обучения в сфере культуры». Красноярск, 2011.
- «По Святым местам Сибири». Альбом-каталог Всероссийской выставки пленера. Красноярск, 2013.
- Статья «Задачи пленера» в сборнике Всероссийской научно-практической конференции «Живопись в системе современного художественного образования». Красноярск, 2015.
- Публикация статьи в альбоме художника Щетинина А. П. «Под солнцем Алтая». Барнаул, 2017.
- Создание дизайн-макета альбома-каталога «Виталий Зотин». Красноярск, 2017.
- Отзыв на диссертацию Щетининой Н. А. «Частная художественная галерея как явление социо-культурной жизни Алтая». Красноярск, 2017.